# Leonard McCoy
Admirał Leonard Horatio „Bones” McCoy - fikcyjna postać, bohater serialu Star Trek: Seria oryginalna oraz wielu filmów serii Star Trek. McCoy pełni rolę głównego lekarza na statku Enterprise, a później Enterprise-A. Pierwszym odtwórcą roli jest DeForest Kelley.

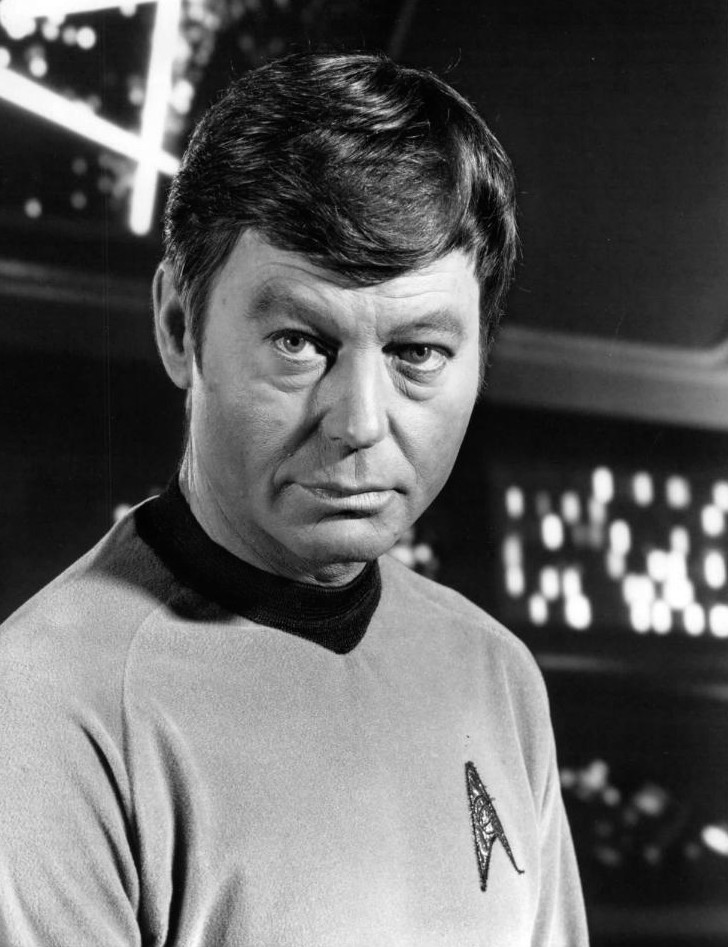
DeForest Kelley
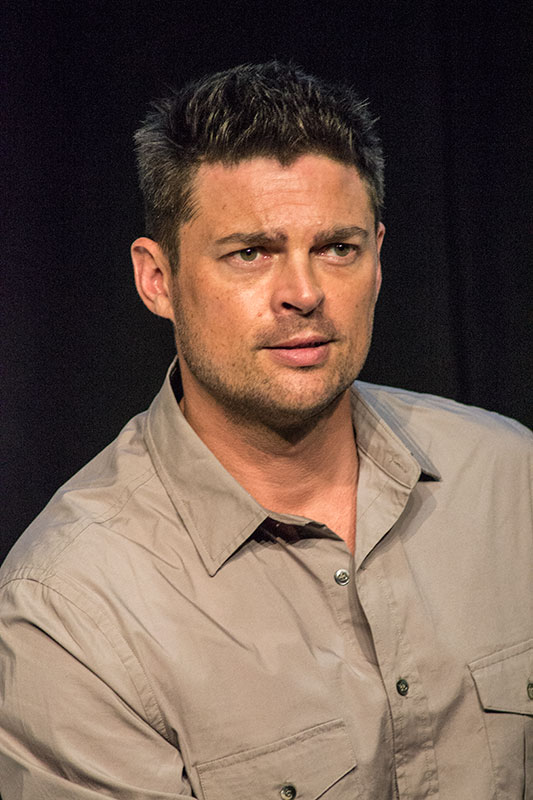
Karl Urban